# Bogdan Obradović
Bogdan Obradović, cyr. Богдан Обрадовић (ur. 30 września 1966 w Belgradzie) – serbski trener tenisa ziemnego.

## Życiorys
Trenował profesjonalnie tenis ziemny, nie osiągając jednak większych sukcesów sportowych. Podjął również nieukończone studia na Uniwersytecie w Belgradzie. W 1986 zajął się zawodowo działalnością trenerską. Pracował w serbskich klubach tenisowych, szkolił m.in. Nenada Zimonjicia, Borisa Pašanskiego, Novaka Đokovicia i Janka Tipsarevicia. W 2007 objął stanowisko kapitana serbskiej reprezentacji w Pucharze Davisa. Jego największym sukcesem było doprowadzenie swojej drużyny do zdobycia Pucharu Davisa w 2010.
W 2016 Bogdan Obradović przyjął propozycję Serbskiej Partii Postępowej wystartowania z jej listy w wyborach parlamentarnych. Otrzymał wysokie miejsce na liście wyborczej SNS, uzyskując mandat poselski do Zgromadzenia Narodowego Republiki Serbii.